# 鹿教湯温泉
鹿教湯温泉（かけゆおんせん）は、長野県上田市（旧丸子町、旧西内村、旧国信濃国）にある温泉。

## 泉質
- 単純温泉
  - 源泉温度42℃。
  - 無色透明の源泉

### 効能
中風や高血圧に効能があるとされる。
※効能はその効果を万人に保証するものではない。

## 温泉街

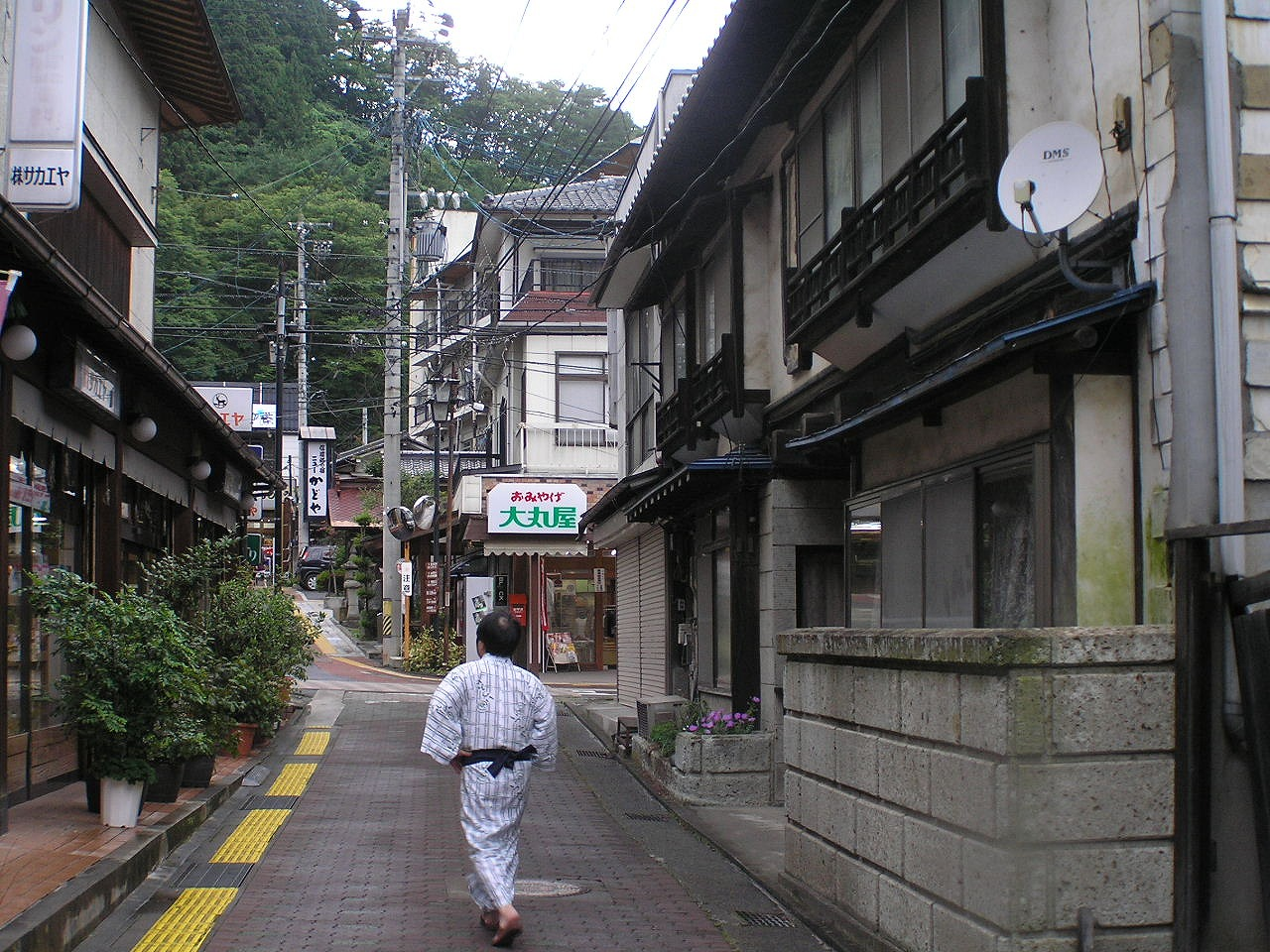
鹿教湯温泉旅館街

内村川沿いに約三十軒の旅館や大型ホテルが存在するほか、リハビリを中心に取り組む鹿教湯病院や、クアハウスなども存在する。
共同浴場は二軒存在する。うち一軒の「文殊の湯」は鹿教湯最古の源泉跡の五台橋のたもとにある。近年改装し、露天風呂も設けられて日帰り入浴施設に近いような施設となっている。
ほぼ中心に鹿教湯温泉交流センターがあり無料の足湯がある。短時間滞在者向けの無料駐車場もある。
付近を内村川など大小の河川が流れる。

## 歴史

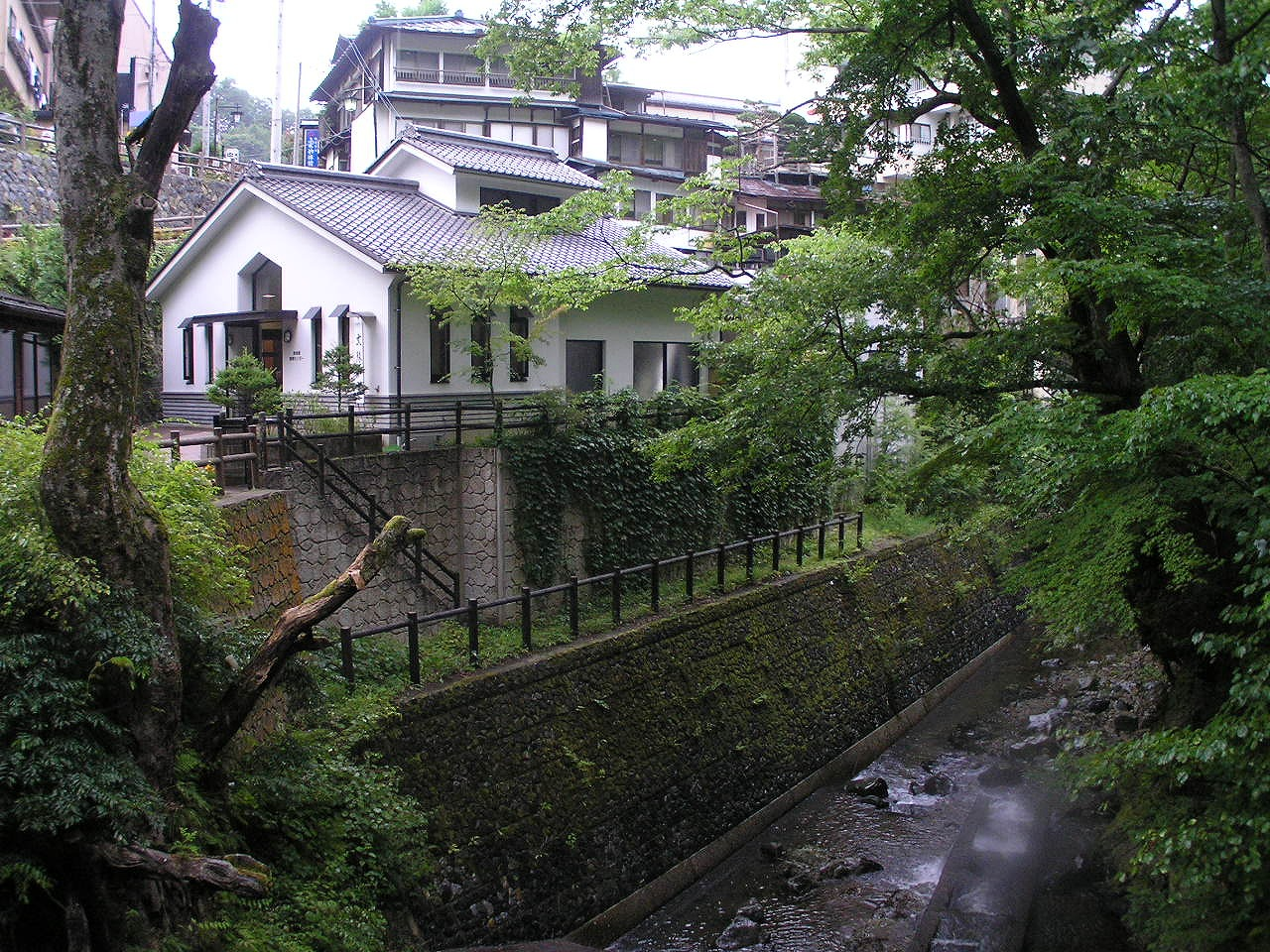
落ち着いた川沿いにある鹿教湯温泉共同浴場

鹿に姿を変えた文殊菩薩が、信仰心の厚い猟師に温泉の場所を教えた、という開湯伝説がある。温泉名もこれに因み、鹿が教えた湯すなわち鹿教湯という。
温泉地にある文殊堂には、行基が彫った文殊菩薩像が安置してあり「日本三大文殊」の一つとされる。行基の弟子の円行がこの地に持ってきた時には既に温泉は湧いており、約1200年前には開湯していたとされる。
温泉の効能から、古くから湯治場として栄え、江戸時代には上野国新田郡の代官が湯治に訪れた記録などが残っている。
昭和31年6月15日 - 厚生省告示第152号により、内村温泉の一部として霊泉寺温泉、大塩温泉とともに国民保養温泉地に指定。指定時は3温泉の総称は内村温泉であったが、のちに丸子温泉郷へと改められている。

## 交通
- 国道254号（内村街道）
- 長野県道177号鹿教湯別所上田線
- 路線バス：千曲バスとアルピコ交通のによる路線バスが温泉街に乗り入れ、付近には6つのバス停留所がありバス停によってはホテルや観光名所が近いところがある。

### アクセス
- 鉄道：北陸新幹線およびしなの鉄道上田駅（一部の便を除いて大屋駅でも接続可能）より千曲バス鹿教湯線・上田松本線（土休日のみ）で約45分、「鹿教湯温泉駅（鹿教湯温泉）」バス停下車。または、篠ノ井線松本駅よりアルピコ交通バス（通称・松本電鉄バス）鹿教湯温泉線（原則平日のみ運行）で約50分、「鹿教湯温泉」バス停下車。
（アルピコ交通で鹿教湯温泉上〜鹿教湯三才山病院口のみの乗車は不可）
- 自動車：長野自動車道では松本ICまたは安曇野ICから40分またはETC専用梓川スマートインターチェンジから約30分または、上信越自動車道では東部湯の丸IC、上田菅平ICから40分。